# Cai Mao
En aquest nom xinès, el cognom és Cai.
Cai Mao, nom estilitzat Degui (德珪), va ser un general militar, originari de Xiangyang a Jingzhou, especialitzat en operacions navals, durant el període de la tardana Dinastia Han Oriental de la història xinesa. Fou un capaç oficial naval que originalment serví sota les ordres del senyor de la guerra Liu Biao. Cai Mao guanyà el seu estatus quan la seva germana major es casà amb Liu Biao. Cai Mao provenia d'una família noble de Jing.
Al principi de la lluita contra el senyor de la guerra Sun Jian, Cai Mao patí diverses derrotes. L'assessor de Liu Biao, Kuai Liang, insistí que Cai Mao havia de morir per pagar els seus fracassos, però Liu Biao es mostrà reticent a fer-ho.
Liu Biao que estava envellint, encara no havia triat un hereu. Tenia presents dues opcions: Una d'elles era el seu fill gran, Liu Qi, i l'altre era el menor, Liu Cong.
Liu Qi fou considerat a causa del fet que era el major, i tradicionalment l'hereu és sempre el fill gran. Liu Cong ho va ser perquè Cai Mao i el seu clan insistiren que era més capaç. Això a causa del fet que Liu Cong s'havia casat amb la neboda de Cai Mao, per la qual cosa el clan Cai tenia molt a guanyar en la tria de l'hereu.
Amb Liu Biao en el llit de mort, este nomenà a Liu Qi com el seu hereu. Cai Mao, i un altre oficial de Liu Biao, Zhang Yun, escrigueren un testimoni fals nomenant Liu Cong com l'hereu. Cai Mao manà a Liu Qi de tornada a Jiangxia.
Cao Cao, Primer Ministre de la Han, havia amassat un enorme exèrcit. Quan arribà la notícia a Liu Cong i els seus oficials que Cao Cao estava marxant sobre el seu territori, Cai Mao i Zhang Yun advocaren per lliurar-se. Als dos se'ls havia garantit un rang alt a l'exèrcit de Cao Cao, si aconseguien convéncer a la resta.
El lliurament de Liu Cong i la seva gent, tirà endavant. I Cai Mao, junt amb Zhang Yun, es convertiren en comandants caps de la força naval de Cao Cao en la guerra contra el segon fill de Sun Jian, Sun Quan. Els dos havien experimentat el combat naval, perquè havien viscut a Jingzhou, al contrari que molts oficials del nord.

## En la ficció
En la novel·la històrica del Romanç dels Tres Regnes, mentre lluitaven contra les forces de Zhou Yu, les forces de Cao Cao patiren diverses derrotes sota el comandament de Cai Mao i Zhang Yun. Segons estava previst al complot de Zhou Yu, Cai Mao i Zhang Yun foren executats per Cao Cao durant l'octubre del 208. Cao s'adonà més tard de l'errada però mai ho va admetre.

## Informació personal
- Cosins
  - Cai He (personatge de ficció)
  - Cai Zhong

- Nebot
  - Zhang Yun